# Klajdsdejl (pasmina konja)
Klajdsdejl je škotska pasmina vučnih konja. Ova pasmina je imenovana po svojoj oblasti porekla, Klajdsdejlu ili dolini reke Klajd, veći deo koje je unutar okruga Lanarkšir.
Pasmina vodi poreklo iz osamnaestog veka, kada su flamanski pastuvi uvoženi u Škotsku i ukrštani sa lokalnim kobilama; u 19. veku, šajr krv je uvedena.:50 Prva zabeležena upotreba naziva „klajdsdejl” za ovu pasminu bila je 1826. godine; konji su se proširili kroz veći deo Škotske i u severnu Englesku. Nakon formiranja pasminskog društva 1877. godine, hiljade klajdsdejla izvezeno je u brojne zemlje sveta, a posebno u Australiju i Novi Zeland. Početkom dvadesetog veka broj je počeo da opada, kako zbog toga što su mnogi uzeti u upotrebu u Prvom svetskom ratu, tako i zbog sve veće mehanizacije poljoprivrede. Do 1970-ih, Fondacija za opstanak retkih pasmina svrsta je klajdsdejle u kategoriju „ranjivi do izumrli”. Njihov broj se od tada malo povećao, ali pasmina je i dalje navedena kao ranjiva.
To je veliki i moćan konj, iako sada nije tako težak kao ranije.:50 Tradicionalno se koristio kao vučna sila, kako u poljoprivredi, tako i u cestovnom prevozu. Sada je to uglavnom vučni konj. On se može jahati ili vući čeze na paradama ili povorkama; neke su korišteni u konjičkim jedinicama u UK, dok u Sjedinjenim Državama pivara Anheuser-Busch koristi reklamirani tim od osam klajdsdejla.:50

## Istorija
Klajdsdejl nosi ime po Klajdsdejlu, starom nazivu za Lanarkšir, poznatom po reci Klajd. Sredinom 18. veka, flamanski pastuvi su uvezeni u Škotsku i pareni sa lokalnim kobilama, što je rezultiralo potomstvom koje je bilo veće od postojećeg lokalnog soja. Među njima su bili crni neimenovani pastuv, koga je iz Engleske uvezao Džon Paterson iz Lokliloka, i neimenovani tamno-smeđi pastuv, čiji je vlasnik bio vojvoda Hamilton.
Još jedan istaknuti pastuv bio je 165 cm (16,1 h) visok vučni pastuv nepoznate loze po imenu Blejz. Zapisani pedigreji su sačuvani za njihovo potomstvo počevši od ranog devetnaestog veka. Godine 1806, rođena je ždrevica, kasnije poznata kao „Lampits kobila” po imenu farme svog vlasnika, čija je loza poticala od crnog pastuva. Ova kobila je navedena u rodoslovu skoro svakog klajdsdejla koji danas živi. Jedan od njenih ždrebaca bio je Tompsonov crni konj (poznat kao Glanser), koji je imao značajan uticaj na pasminu klajdsdejl.
Prva zabeležena upotreba imena „klajdsdejl” u kontekstu ove pasmine bila je 1826. godine na izložbi u Glazgovu. Druga teorija o njihovom poreklu, da oni potiču od flamanskih konja, dovedenih u Škotsku već u 15. veku, takođe je objavljena u kasnom 18. veku. Međutim, čak je i autor te teorije priznao da je uobičajena priča o njihovom rodu verovatnija.
U Škotskoj je postojao sistem iznajmljivanja pastuva između okruga, a pisani podaci datiraju unazad od 1837. godine. Ovaj program sastojao se od lokalnih društava za unapređenje poljoprivrede koja održavaju izložbe pasmina kako bi odabrali najboljeg pastuva, čiji vlasnik bi tada dobio novčanu nagradu. Od vlasnika je zatim očekivano, da u zamenu za dodatna novčana sredstva, provede pastuva kroz određeno područje, pareći ga se lokalnim kobilama. Putem ovog sistema i kupovine su klajdsdejl pastuvi slati širom Škotske i severne Engleske.
Kroz široko ukrštanje s lokalnim kobilama, ti pastuvi su proširili klajdsdejl tip po područjima gde su bili smešteni, a do 1840. godine škotski vučni konji i klajdsdejl bili su jedno te isto. Godine 1877. formirano je Škotsko konjičko društvo klajdsdejl, a 1879. godine Američko udruženje klajdsdejla (kasnije preimenovano u Klajdsdejl uzgajivači SAD-a), koje je služilo SAD i kanadskim entuzijastima pasmine. Prva američka knjiga pastuva objavljena je 1882. godine. Godine 1883. osnovano je kratkotrajno Konjsko društvo odabranih klajdsdejla koje se nadmetalo sa Konjičkim društvom klajdsdejla. Pokrenula su ga dva uzgajivača posvećena unapređenju pasmine, koji su takođe u velikoj meri bili odgovorni za unošenje šajr krvi u klajdsdejle. 
Veliki broj klajdsdejla izvezen je iz Škotske krajem devetnaestog i početkom dvadesetog veka, sa 1617 pastuva koji su napustili zemlju samo 1911. godine. Između 1884. i 1945. izdate su izvozne potvrde za 20.183 konja. Ovi konji su se izvozili u druge zemlje Britanskog carstva, kao i u Severnu i Južnu Ameriku, kontinentalnu Evropu i Rusiju.
U Prvom svetskom ratu je za ratni napor bilo regrutovano hiljade konja, a nakon rata zastupljenost pasmine je opadala, jer su farme postajale sve mehanizovanije. Taj pad se nastavio između ratova. Nakon Drugog svetskog rata, broj uzgajališta klajdsdejla u Engleskoj smanjio se sa više od 200 1946. godine na 80 u 1949. godine. Do 1975. godine, Fondacija za preživljavanje retkih pasmina svrstala ih je u grupu ranjivi do izumirli, što znači da je ostalo manje od 900 rasplodnih kobila u Velikoj Britaniji.
Mnogi konji izvezeni iz Škotske u devetnaestom i dvadesetom veku otišli su u Australiju i Novi Zeland. Godine 1918, u Australiji je osnovano Društvo komonveltskih klajdsdejl konja kao udruženje za ovu pasminu. Između 1906. i 1936. godine, klajdsdejli su toliko ekstenzivno uzgajani u Australiji da su ostale vučne pasmine bile skoro nepoznate. Krajem 1960-ih primećeno je da se „odlični klajdsdejlski konji uzgajaju u Viktoriji i na Novom Zelandu; ali, barem na potonjem mestu, smatralo se preporučljivim da se održava pasmina čestim uvozima iz Engleske.” Preko 25.000 klajdsdejla registrovano je u Australiji između 1924. i 2008. Popularnost klajdsdejla dovela je do toga da se nazivaju „pasminom koja je izgradila Australiju”.
U devedesetima njihov broj je počeo da raste. Do 2005. godine, Fondacija za preživljavanje retkih pasmina promenila je status pasmine u „pod rizikom”, što znači da je u Velikoj Britaniji bilo manje od 1500 rasplodnih kobila. Do 2010. godine pasmini je vraćen status „ranjiva”. U 2010. godini klajdsdejle je Američki savet za zaštitu pasmina označio kao „pratiti”, što znači da je u SAD godišnje registrovano manje od 2500 konja, i da širom sveta ima manje od 10.000 jedinki. Tokom 2010. procenjena je svetska populacija na 5000, sa oko 4000 u SAD i Kanadi, 800 u Velikoj Britaniji, a ostali u drugim zemljama, uključujući Rusiju, Japan, Nemačku i Južnu Afriku.

## Karakteristike
Konformacija klajdsdejla se tokom njegove istorije uveliko promenila. U 1920-im i 1930-ima, to je bio kompaktan konj manji od šajra, peršerona i belgijanca. Počevši od četrdesetih godina prošlog veka, rasplodne životinje odabirane su s ciljem nastanka viših konja koji su izgledali impresivnije u paradama i predstavama. Danas je klajdsdejl u opsegu 162 do 183 cm (16,0 do 18,0 h) i teži 820 do 910 kg (1800 do 2000 lb). Neki zreli mužjaci su veći, viši su od 183 cm i teže do 1000 kg (2200 lb). Pasmina ima ravan ili blago konveksan profil lica, široko čelo i široku njušku.
Za klajdsdejle je utvrđeno da postoji rizik od hroničnog progresivnog limfedema, bolesti sa kliničkim znacima koji uključuju progresivno oticanje, hiperkeratozu i fibrozu distalnih udova koja je slična hroničnoj limfedemi kod ljudi. Jedna druga zdravstvena zabrinutost je stanje kože na potkolenici gde je perjanje veliko. Kolokvijalno nazvano „klajdov svrb”, smatralo se da je prouzrokovan tipom šuge. Za klajdsdejle je takođe poznato da razvijaju opekotine od sunca na bilo kojoj ružičastoj (nepigmentisanoj) koži na licu.

## Literatura
- Biddell, Herman (1894). Heavy Horses: Breeds and Management. London, Vinton & Co.
- Dutson, Judith (2005). Storey's Illustrated Guide to 96 Horse Breeds of North America. Storey Publishing. ISBN 1-58017-613-5.
- Edwards, Elwyn Hartley (1994). The Encyclopedia of the Horse (1st American изд.). New York: Dorling Kindersley. ISBN 1-56458-614-6.
- Hayes, Capt. M. Horace (2003) [1969]. Points of the Horse (7th Revised изд.). New York: Arco Publishing Company, Inc. ISBN 978-1-59333-000-2.
- Hendricks, Bonnie (2007). International Encyclopedia of Horse Breeds. University of Oklahoma Press. ISBN 978-0-8061-3884-8.
- McNeilage, Arch. (1904). „A Scottish Authority on the Premium System”.  Ур.: National Livestock Association of Canada. General convention, Issues 1–3. Government Printing Bureau.
- Smith, Donna Campbell (2007). The Book of Draft Horses: The Gentle Giants that Built the World. Globe Pequot. ISBN 1-59228-979-7.[мртва веза]

## Spoljašnje veze
- The Clydesdale Horse Society
- Clydesdale Breeders of the USA
- Commonwealth Clydesdale Horse Society Архивирано на веб-сајту  (27. октобар 2020)
- Clydesdale Horse Association of Canada